# Affugtning
 Affugtning   er overordnet at man mindsker den nuværende fugt.
De vigtigste årsager til og tegn på, at der er behov for affugtninger er: Angreb af mug og svamp, forhold hvor mikroorganismer trives/formerer sig, steder der er vanskeligt at male f.eks. metaloverflader, hvis man føler ubehag på grund af fugtigt indeklima, fejlfunktioner i forbindelse med elektronisk udstyr og fugtskader på varer, bygningsdele, møbler osv.
Behovet for affugtning begrænser sig ikke kun til vandskader, nybyggeri, produktionsprocesser swimming pools, vandværker og andre fugtige steder. Udeluften vil aldrig fuldstændig være tør noget sted i verden, og indendørs er der utallige faktorer, der bidrager til en høj relativ fugtighed: Sved fra mennesker, større forsamlinger, madlavning, badning og opbevaring af fugtige ting som vasketøj.
I dag isoleres nye bygninger meget bedre end tidligere på grund af de stadigt stigende energipriser. Isoleringen holder nok kulden ude, men den nedbringer også luftskiftet og holder på fugten. Et sikkert tegn er dug på ruderne, som hurtigt kan blive til fugt, der er til skade for træværket. Men i stedet for at lade det nå så vidt at der skal affugtes, kan man sørger for god ventilation, her kan ventilationsaggregater hjælpe så som boligventilationsaggregater. 

## Opvarmning og ventilation
Det længst kendte princip for nedbringelse af luftens fugtighed bygger på den fysiske kendsgerning, at varm luft kan indeholde mere vanddamp end kold luft. Med denne traditionelle metode suges frisk luft ind i rummet, hvor den opvarmes så den kan optage yderligere vanddampe med sig ud af vinduet. 
Denne proces fortsætter indtil de ønskede konditioner i rummet er opnået. Tørring ved hjælp af opvarmning og ventilation anvendes i stadig mindre grad, da det er energikrævende og meget uøkonomisk, idet varmen bogstavelig talt kastes ud af vinduet. 
Dertil kommer, at den friske luft der pustes ind i rummet også kan have en vis relativ fugtighed, og det forlænger tørreprocessen, alt afhængig af årstiden, udetemperatur og vejrforholdene. På grund af de høje energipriser er affugtning via kondenstørring i dag den mest foretrukne tørremetode.

## Kondenstørring
Det grundlæggende princip ved kondensaffugtning forudsætter, at rummet er lukket. Det vil sige, at vinduer og døre skal holdes lukkede, så der kommer ingen eller meget lidt udeluft ind i rummet. Luften cirkulerer kontinuerligt gennem kondensaffugteren, og fugten udkondenseres og ledes ned i en vandbeholder eller til afløb. 
Helt modsat den traditionelle metode med opvarmning og ventilation. Ud over de fordele ved det lavere energiforbrug, er affugtningsprocessen nemmere at styre, så længe rummet forbliver lukket. 
Energi forbruget kan reduceres med ca 80% sammenlignet med traditionel opvarmning og ventilation. Det giver også en mindre risiko for skaltørring og kritisk punkttørring, fordi temperaturen er lavere ved selve affugtingen.